# Fotoresist
Il fotoresist è usato in elettronica e nel campo delle nanotecnologie per la produzione di microchip e sistemi MEMS/MOEMS. È oltretutto anche utilizzato per predisporre le basette ramate alla fotoincisione, molto usata per la produzione di circuiti stampati.

## Descrizione
Il photoresist ha la proprietà di poter essere rimosso facilmente dalla soda caustica nel caso venga impressionato dai raggi UV-A; inoltre è molto resistente alla corrosione da parte del cloruro ferrico se non impressionato.
Il comune photoresist viene venduto in bombolette, in modo da poterlo spruzzare sulla basetta ramata; una volta spruzzato in modo uniforme va messo a riposare a bassa temperatura.
Quanto sopra si applica alla produzione casalinga di circuiti stampati, mentre nella produzione industriale si è passati dal deposito del photoresist sul rame tramite serigrafia (in questo caso il photoresist aveva forma di inchiostro liquido serigrafico, e non c'erano le operazioni di fotoimpressione e sviluppo) alle moderne tecnologie di photoresist sotto forma di film in rullo, che viene appoggiato sulla basetta di rame e pressato a caldo, formando un film perfettamente uniforme e aderente alla basetta. Il film viene poi impressionato fotograficamente ed inviato al successivo sviluppo, utilizzando una soluzione acquosa fortemente alcalina. Sino a pochi anni fa la soluzione era invece a base di solvente. La piastra sviluppata viene così inviata al bagno di incisione (cloruro ferrico).
Questa tecnologia, sviluppata dalla Du Pont de Nemours circa 20 anni fa con il film di photoresist 'RISTON' è ora di uso comune e non più legata ai prodotti Du Pont. I film attuali sono di colore verde e dal caratteristico odore dolciastro, che ricorda il cioccolato.
Oggi si ottengono perfette incisioni anche di piste sottilissime, dell'ordine di pochi micron, come quelle utilizzate nei circuiti stampati multistrato degli elaboratori elettronici.
Si possono ottenere circuiti stampati flessibili, come quelli utilizzati nel quadro strumenti delle autovetture o nelle moderne macchine fotografiche digitali, nelle stampanti, nei notebook e nei display lcd.